# Ćmień 2
Ćmień 2 (biał. Цмень 2; biał. (tar.) Цьмень 2; ros. Цмень 2; także Ćmień II) – wieś na Białorusi, w obwodzie brzeskim, w rejonie stolińskim, w sielsowiecie Ruchcza.
W źródłach występuje także pod nazwą Cmień II.
Znajduje się tu cmentarz prawosławny z XIX-wieczną drewnianą cerkwią pw. Zaśnięcia Matki Bożej, administrowany przez parafię w Ruchczy.

## Historia
W dwudziestoleciu międzywojennym Ćmień II leżał w Polsce, w województwie poleskim, w powiecie stolińskim, do 18 kwietnia 1928 gminie Radczysk, następnie w gminie Stolin. Po II wojnie światowej w granicach Związku Sowieckiego. Od 1991 w niepodległej Białorusi.